# Kurzzeichen

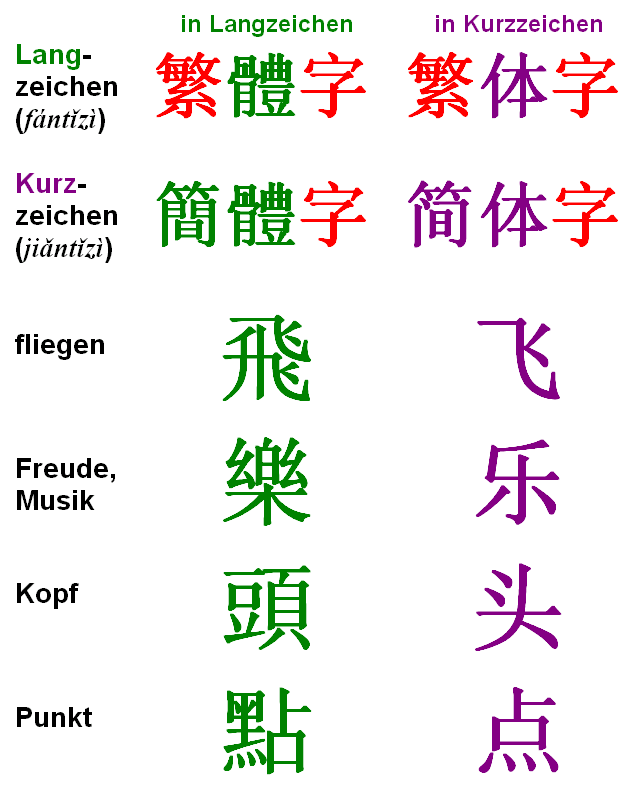
Schreibweise mit Langzeichen (links) und Kurzzeichen (rechts).
Gemeinsame Zeichen sind rot dargestellt.

Kurzzeichen sind die vereinfachte Version der traditionellen Langzeichen der chinesischen Schrift. Als Schriftzeichenvariante in der historischen Entwicklung der chinesischen Schriftzeichenkultur haben historisch überlieferte Kurzzeichen schon immer existiert. Kurzzeichen, genauer vereinfachte reformierte Standardschriftzeichen, auch kurz als vereinfachtes Chinesisch bezeichnet, sind Zeichenformen, die die Volksrepublik China in den 1950er Jahren vereinfacht und zum offiziellen Standard erklärt hat. Sie sind heutzutage in Festlandchina, in Singapur und in Malaysia in Gebrauch, die Langzeichen dagegen noch in Taiwan, Hongkong und Macau. Im ISO 15924-Code tragen Kurzzeichen als Schriftsystem die Bezeichnung Hans, im ISO 639-Code für Sprachkennung (Sprachfamilie, Einzelsprache) entspricht das dem Kode zh-Hans.
Hier zum Beispiel das Zeichen zur Schreibung von wèi „für“ und wéi „tun; sein; zu etwas werden; gelten als“:

爲 12 Striche: frühere grafische Variante des traditionellen Langzeichens (gewöhnliche historische Zeichenvariante, Kaiserreich China)
為 9 Striche: heutiges traditionelles Langzeichen (leicht vereinfachte historische Zeichenvariante, Taiwan, Hongkong, Macau)
为 4 Striche: vereinfachtes Kurzzeichen (stark vereinfachte historische Zeichenvariante, chinesische Schriftzeichenreform 1956, VR China)

## Bezeichnungen und Namen

### Kurzzeichen & Langzeichen
Kurzzeichen werden auf Chinesisch allgemein als jiǎntǐzì (簡體字 / 简体字 – „einfaches Schriftzeichen“) bezeichnet, traditionelle chinesische Schriftzeichen, allgemein auch als Langzeichen bekannt, werden auf Chinesisch als fántǐzì (繁體字 / 繁体字 – „komplexes Schriftzeichen“) oder insbesondere als zhèngtǐzì (正體字 / 正体字 – „originales Schriftzeichen“) in Taiwan bezeichnet. Als Oberbegriff und Antonym zu Langzeichen umfasst der Begriff Kurzzeichen daher sowohl historisch überlieferte Kurzzeichen, als auch alle amtlichen Standardschriftzeichen der offiziell vereinfachten bzw. reformierten Schriftzeichen der Regierung der Volksrepublik China.

### Vereinfachte Schriftzeichen
Vereinfachte Schriftzeichen, also Schriftzeichen, die durch eine Vereinfachung der Originalform eines Schriftzeichen entstanden sind, im Deutschen umgangssprachlich oft gern auch als Kurzzeichen bezeichnet, heißen auf Chinesisch fachlich korrekt jiǎnhuàzì (簡化字 / 简化字 – „vereinfachtes Schriftzeichen“). Alle Schriftzeichen, die amtlich von der Regierung der Volksrepublik China im „Plan zur Vereinfachung der chinesischen Schrift“ (漢字簡化方案 / 汉字简化方案,  Hànzì Jiǎnhuà Fāng’àn) als reformierter Schriftzeichensatz enthalten sind, gehören zu dieser Gruppe. Ebenfalls zu dieser Gruppe gehören die verkürzten Schriftzeichen, ein allgemeiner Begriff, der im Chinesischen als jiǎnbǐzì (简笔字 / 简筆字 – „Schriftzeichen der vereinfachten Strichfolgen“) bezeichnet wird.

### Standardschriftzeichen
Standardschriftzeichen, auf Chinesisch allgemein guīfàn hànzì (規範漢字 / 规范汉字 – „geregeltes / standardisiertes Schriftzeichen“), sind Schriftzeichen, die amtlich durch die Regierung der Volksrepublik China gesetzlich geregelte und zur Nutzung empfohlene Schriftzeichen. Diese offiziell freigegebenen Schriftzeichen als Schriftzeichensatz mit 8105 Zeichen sind in der Table of General Standard Chinese Characters (通用規範漢字表 / 通用规范汉字表 – „Liste der allgemeinen Standdardschriftzeichen“) veröffentlicht. Für den Gebrauch im modernen chinesischen Alltag ist darin eine Zeichensammlung (常用字集,  chángyòng zìjí – „Alltagsschriftzeichensammlung“) mit einer Liste von 3500 Zeichen enthalten, die offiziell auch als Zeichenliste der Kategorie eins (一級字表 / 一级字表,  yījí zìbiǎo) bezeichnet wird. Für den Gebrauch insbesondere in der Print- bzw. Verlagsindustrie, im lexigrafischen Bereich sowie Medien und Kommunikation enthält die Zeichenliste der Kategorie zwei (二級字表 / 二级字表,  èrjí zìbiǎo) 3000 Zeichen. Die Zeichenliste der Kategorie drei (三級字表 / 三级字表,  sānjí zìbiǎo) mit 1605 Zeichen umfasst allgemein Schriftzeichen im Bereich Familiennamen, Toponym, Wissenschaft und Technik, sowie Bildungsbereich der Grundschule, der Mittelstufe bzw. Sekundär- und Tertiärstufe als auch gebräuchliche Schriftzeichen im klassischen Chinesisch.

## Geschichte

Das Wort Hànzì (chinesische Zeichen) in Kurzzeichen

Das Wort Hànzì (chinesische Zeichen) in Langzeichen

Im Januar 1956 erließ die Regierung der Volksrepublik China den „Plan zur Vereinfachung der chinesischen Schrift“ (漢字簡化方案 / 汉字简化方案,  Hànzì Jiǎnhuà Fāng’àn), mit dem 515 Schriftzeichen und 54 Bestandteile von Schriftzeichen vereinfacht wurden. Die Vereinfachung der Schriftzeichen war ein Element der Schriftreform, die zunächst die Standardsprache popularisieren, Schriftzeichen vereinfachen und eventuell durch eine Lateinschrift ersetzen sollte. Diese in der ersten Reform veröffentlichte Gruppe der vereinfachten Schriftzeichen heißen im Volksmund daher auch Yījiǎnzì (一簡字 / 一简字 – „vereinfachte Schriftzeichen der ersten Reform“).
Im April 1964 wurde ein weiterer Reformschritt unternommen und die „Vollständige Liste der vereinfachten Schriftzeichen“ (簡化漢字總表 / 简化汉字总表,  Jiǎnhuà Hànzì Zǒngbiǎo) veröffentlicht. Sie enthielt 2236 Zeichen.
Im Dezember 1977 gab die chinesische Regierung den „Zweiten Plan zur Vereinfachung der chinesischen Schrift (Entwurf)“ (第二次漢字簡化方案（草案 / 第二次汉字简化方案（草案,  Dì-èr cì Hànzì Jiǎnhuà Fāng’àn (Cǎoàn)) heraus, der weitere 853 Schriftzeichen und 61 Bestandteile von Zeichen vereinfachte. Dieser Entwurf wurde jedoch vielfach kritisiert und kaum umgesetzt. Im Volksmund heißt diese in der zweiten Reform veröffentlichte Gruppe der vereinfachte Schriftzeichen entsprechend Èrjiǎnzì (二簡字 / 二简字 – „vereinfachte Schriftzeichen der zweiten Reform“).
1986 wurde die Liste von 1964 leicht überarbeitet noch einmal herausgegeben und der Reformschritt von 1977 ad acta gelegt.
Im August 2009 veröffentlichte das chinesische Bildungsministerium eine weitere Liste (通用規範漢字表 / 通用规范汉字表 – „Liste der allgemeinen Standdardschriftzeichen“) von 8300 standardisierten Schriftzeichen, in der 44 gegenüber der früheren Norm leicht veränderte Zeichen und einige neue Schriftzeichen, die in Vornamen verwendet werden (z. B. 喆, 淼, 堃 und 昇), aufgenommen worden waren.
Diese vereinfachten Zeichen werden auch von der Regierung bzw. der chinesischen Bevölkerungsgruppe in Singapur verwendet. Taiwan, Hongkong und Macau sowie die meisten aus politischen Gründen im Exil lebenden Chinesen führten die Vereinfachungen dagegen nicht ein.
Die Vereinfachung bestand darin, die Zeichen zu standardisieren, d. h. mögliche Varianten zu beseitigen und die Zahl der Striche zu verringern. Das wurde vor allem dadurch erreicht, dass man Varianten aus der Handschrift in die Druckschrift übernahm. Die große Zahl vereinfachter Schriftzeichen (mehrere Tausend) kommt vor allem dadurch zustande, dass auch Komponenten vereinfacht wurden, die in vielen Schriftzeichen vorkommen (Radikale). Offiziell wurden die Schriftzeichen nach folgenden zehn Methoden vereinfacht:

## Methoden der Zeichenverkürzung
- Erhaltung der ursprünglichen Kontur: 傘 → 伞, 齒 → 齿
- Erhaltung eines Teils des ursprünglichen Zeichens: 飛 → 飞, 鄉 → 乡
- Vereinfachung entweder des Signifikums oder des Phonetikums von entsprechend aufgebauten Schriftzeichen: 燈 → 灯 (Phonetikum deng durch ding ersetzt), 骯 → 肮 (Signifikum Knochen durch Fleisch ersetzt), 護 → 护
- Austausch eines Teils durch ein Phonetikum: 態 → 态 (Phonetikum tai oben), 郵 → 邮 (Phonetikum you links)
- Übernahme handschriftlicher Formen in die Druckschrift: 專 → 专, 樂 → 乐
- Verwendung alter Varianten: 雲 → 云, 遞 → 递
- Austausch komplizierter Bestandteile durch einfache Symbole: 漢 → 汉, 鄧 → 邓
- Schaffung neuer Zeichen aus zwei Signifika: 塵 → 尘 (klein plus Erde = Staub), 筆 → 笔 (Bambus plus Haare = Schreibpinsel)
- Ersetzung ganzer Zeichen: 義 → 义, 頭 → 头 (Diese Methode ist recht willkürlich und betrifft zwar nur wenige Zeichen, doch es handelt sich dabei z. T. um sehr häufig verwendete)
- Austausch durch ein gleich ausgesprochenes Zeichen anderer Bedeutung: 穀 → 谷, 齣 → 出

## Außerhalb der Volksrepublik China
Manche Schriftzeichen sind nach der Vereinfachung für Chinesen aus Taiwan, Hongkong, Macau oder der Diaspora (Auslandschinesen), wo die Langzeichen in Gebrauch blieben, schwer zu lesen bzw. nur aus dem Kontext verständlich, während Menschen vom chinesischen Festland die nichtvereinfachten Schriftzeichen in der Regel nur passiv – wenn überhaupt – beherrschen.
In der Praxis jedoch relativieren sich nach einer individuellen Gewöhnungsphase solche Hürden der passiven Beherrschung mit der Zeit. Denn durch die tatsächliche Auseinandersetzung bzw. Anwendung im Medium, also das Lesen der Schriften und Werke in jeweils zunächst ungewohnter Schriftform, werden ungewohnte Schriftformen gewöhnlich nach und nach vertrauter für den Leser, so dass die passive Beherrschung der Schriftform letztlich nur eine Frage des Willens und der Zeit ist. Was die aktive Beherrschung der anderen Schriftzeichenform betrifft, also das Schreiben der Schriftzeichen in der jeweils ungewohnten Form, ist es viel fundamentaler und wirklich nicht einfach, sich im Nachhinein umzustellen. Doch in der heutigen EDV-Zeit stellt die Umwandlung der Schriftzeichen eines Textes in die jeweils andere Schriftform letztlich auch kein Hindernis dar.
Bis 2003 waren Bücher und Schriften, die in vereinfachten Schriftzeichen gedruckt waren, in Taiwan verboten.
Im täglichen Gebrauch, in der Handschrift, werden sowohl auf dem Festland als auch in Taiwan viele Zeichen auf eine Art und Weise vereinfacht, die nicht standardisiert ist. Diese inoffizielle, oft vereinfachte, grafische Variante der Schriftzeichen wird allgemein mit dem Oberbegriff „volkstümliche Schriftzeichen – sútǐzì“ (俗體字 / 俗体字,  sútǐzì) bezeichnet. Beispielsweise wird in Taiwan statt des Langzeichens dian (點,  diǎn – „der Punkt“) in der Handschrift meist die grafische Variante 奌,  diǎn – „der Punkt“ geschrieben, in Hongkong hingegen ist die Nutzung der anderen grafischen Variante 点,  diǎn – „der Punkt“ populärer. Das offizielle Kurzzeichen auf dem Festland ist 点. In Taiwan und Hongkong ist beispielsweise die grafische Zeichenvariante hao (号,  hào – „die Nummer“) als Vereinfachung von Langzeichen 號,  hào – „die Nummer“ auch gebräuchlich, welche als Kurzzeichen in Festlandchina zu den offiziell vereinfachten standardisierten Schriftzeichen zählt.
Auch in Japan wurden Schriftzeichen durch eine Schriftreform im Jahre 1946 vereinfacht, die man Shinjitai (jap. 新字体, chinesisch 新字體 / 新字体, Pinyin xīnzìtǐ – „neue Schriftzeichenart“) nennt. Dies geschah jedoch nicht in einem so hohen Ausmaß wie in der Volksrepublik China und die japanischen vereinfachten Formen der Schriftzeichen entsprechen oft nicht denen, die in der Volksrepublik China verwendet werden.

## Beispiele
| Langzeichen 1 | Kurzzeichen 2 | Japanisch 3 | Anmerkung |
| ------------- | ------------- | ----------- | --- |
| 戶            | 户            | 戸          | Form standardisiert, der Handschrift angenähert |
| 國            | 国            | 国          | weniger gebräuchliche Schriftzeichenvariante zum Standard erhoben |
| 門            | 门            | 門          | Schriftzeichenvariante der Druckschrift als handschriftliches Standardkurzzeichen übernommen. |
| 葉            | 叶            | 葉          | Schriftzeichenvariante des ursprünglich anderen Langzeichen „協, xié“ als handschriftliches Standardkurzzeichen übernommen. In Japan ist das Zeichen „叶 kyō, kana(eru), kana(u)“ ein eigenständiges Zeichen mit anderer Bedeutung. |
| 龍            | 龙            | 竜          | Schriftzeichenvariante der Druckschrift als handschriftliches Standardkurzzeichen übernommen. In Japan Nutzung der altchinesischen Schriftzeichenvariante als Vereinfachung |
| 澀            | 涩            | 渋          | Schriftzeichenvariante als handschriftliches Standardkurzzeichen übernommen. In Japan Nutzung der altchinesischen Schriftzeichenvariante als Vereinfachung |
| 澤            | 泽            | 沢          | Bestandteil rechts nach Handschrift vereinfacht. In Japan Nutzung der altchinesischen Schriftzeichenvariante als Vereinfachung |
| 語            | 语            | 語          | Bestandteil links (Radikal) nach Handschrift vereinfacht. |
| 幾            | 几            | 幾          | Zeichen mit anderer Bedeutung und gleicher Aussprache übernommen. |
| 禪            | 禅            | 禅          | Zeichen in China und in Japan unterschiedlich vereinfacht, aber gleich kodiert (Unicode U+7985). Anzeige erfordert Sprachmarkierung. |
| 傳            | 传            | 伝          | Zeichen in China und in Japan unterschiedlich vereinfacht. Die in Japan verwendete Form „伝 den, ten, tsuta(waru), tsuta(eru), tsuta(u)“ ist auch in Taiwan handschriftlich üblich. Das Schriftzeichen „伝 yún“ ist im Chinesischen hingegen keine Vereinfachung, sondern ein eigenständiges Zeichen mit einer völlig anderen Bedeutung im Vergleich zum „傳 / 传, Taiwan 伝, chuán, zhuàn“. |
| 藝            | 艺            | 芸          | Zeichen in China und in Japan unterschiedlich vereinfacht. In China verwendet man ein neugeschaffenes Zeichen „艺“ zur Vereinfachung des Schriftzeichens „藝 yì“. In Japan verwendete man hingegen das Schriftzeichen „芸 gei, un, u(eru), nori, waza“, das historisch mehrere Bedeutungen hat bzw. Schriftzeichenvariante sowohl vom Zeichen 藝, yì, 蕓, yún, und 耘, yún ist. Das japanische Schriftzeichen „芸 gei, un, u(eru), nori, waza“ ist in China offiziell eine Vereinfachung von 蕓 / 芸, yún was sowohl für „yúnxiāng“ 蕓香 / 芸香 – „Weinraute“ als auch „yúntái“ 蕓薹 / 蕓薹 – „Raps“ steht. |

Fußnote

## Elektronische Datenverarbeitung
Für beide Schreibvarianten existieren eigene Zeichenkodierungen. Für Kurzzeichen wird z. B. die GB-Kodierung GB2312 und für Langzeichen Big5 benutzt. Die weltweite Norm Unicode und die damit kompatible nationale Norm der Volksrepublik China GB 18030 unterstützen dagegen beide Formen ohne besondere Präferenz.